# Oliver Lee
Oliver Lee es un actor británico, conocido por haber interpretado a Josh Jones en Hollyoaks: In the City.

## Biografía
Oliver sale con la actriz Linzey Cocker, la pareja está comprometida y le dieron la bienvenida a su primera hija Bow Anokee Lee el 17 de enero de 2011.

## Carrera
En la radio Oliver trabajó en la serie de detectives Stone junto a Hugo Spear y Maxine Peak para la BBC Radio 4.
En 1998 obtuvo un pequeño papel en la película Hilary and Jackie.
En el 2006 se unió al elenco de Hollyoaks: In the City un spin-off de la serie Hollyoaks donde interpretó a Josh Jones, un joven adolescente que es gay. Ese mismo año apareció como invitado en la serie Emmerdale Farm donde dio vida a Owen Hartbourne, es hijo de Frank Bernard (Rob Parry) y nieto de Pearl Ladderbank (Meg Johnson). Owen regresó a la serie brevemente en el 2007 para ayudar a su abuela a lidiar con la muerte de Len Reynolds (Peter Martin)
En el 2007 apareció en la película The Bad Mothers Handbook donde interpretó a Paul Benthem, el novio de Charlie Cooper  (Holliday Grainger) quien la deja embarazada.
En el 2009 se unió al elenco de la película Awaydays donde trabajó junto a Holliday Grainger.
En el 2011 se unió al elenco de la serie Waterloo Road donde interpretó al estudiante Aiden Scotcher.
En el 2012 apareció como invitado en un episodio de la serie Accused donde interpretó a Sean. Ese mismo año se anunció que Oliver se uniría a la tercera temporada de la serie The Borgias, la cual se estrenará en el 2013. En la serie trabajará junto a Holliday Grainger y François Arnaud.

## Filmografía
Series de Televisión:
| Año             | Título                 | Papel           | Notas                         |
| --------------- | ---------------------- | --------------- | ----------------------------- |
| 2013 - presente | The Borgias            | -               | -                             |
| 2012            | Accused                | Sean            | episodio "Mo and Sue's Story" |
| 2011            | Waterloo Road          | Aiden Scotcher  | 10 episodios                  |
| 2008            | Wired                  | Dan             | episodio # 1.1                |
| 2006            | Hollyoaks: In the City | Josh Jones      | 16 episodios                  |
| 2006            | Emmerdale Farm         | Owen Hartbourne | 4 episodios                   |

Películas:
| Año  | Título                      | Papel        | Notas                                                                                        |
| ---- | --------------------------- | ------------ | -------------------------------------------------------------------------------------------- |
| 2012 | The Knife That Killed Me    | Shane        | junto a Grace Meurisse Francis, Haruka Abe & Reece Dinsdale                                  |
| 2012 | Mug                         | Hero         | corto - junto a Stefan Zea Campbell, Linzey Cocker & Ceallach Spellman                       |
| 2010 | The Man Who Married Himself | -            | corto - junto a Richard E. Grant, Warren Clarke, Emilia Fox & Celia Imrie                    |
| 2010 | Pickle                      | Mark         | corto - junto a Gary Damer, Linzey Cocker & James Atkinson                                   |
| 2010 | Powder                      | James Love   | junto a Aneurin Barnard, Liam Boyle, Alfie Allen & Jo Woodcock                               |
| 2009 | Awaydays                    | Baby         | junto a Holliday Grainger, Liam Boyle, Stephen Graham, Sean Ward & Anthony Borrows           |
| 2008 | Enough                      | Yob          | corto - junto a Jeff Durnell                                                                 |
| 2007 | Exhibit A                   | Joe King     | junto a Bradley Cole, Brittany Ashworth & Angela Forrest                                     |
| 2008 | King Ponce                  | Gaz          | corto - junto a James Lomas, Stefana Brancastle, Robert Hartley & Steve Murphy               |
| 2007 | The Bad Mothers Handbook    | Paul Benthem | junto a Holliday Grainger, Robert Pattinson, Catherine Tate, Anne Reid & Steve John Shepherd |
| 2005 | Legless                     | -            | junto a Chris Coghill, Ruth Millar & Nicola Stephenson                                       |
| 1998 | Hilary and Jackie           | Baby Piers   | junto a Emily Watson, Rachel Griffiths, Celia Imrie, Rupert Penry-Jones & Bill Paterson      |

Director, Productor & Escritor:
| Año  | Título | Notas                                  |
| ---- | ------ | -------------------------------------- |
| 2012 | Mug    | corto - director, productor & escritor |

Teatro:
| Año | Obra            | Personaje | Director (a) | Teatro                  | Notas |
| --- | --------------- | --------- | ------------ | ----------------------- | ----- |
| -   | Beautiful Thing | Jamie     | -            | Octagon & Pilot Theatre | -     |

## Premios y nominaciones
| Año | Categoría     | Premio            | Obra            | Resultado |
| --- | ------------- | ----------------- | --------------- | --------- |
| -   | Best Newcomer | MEN Theatre Award | Beautiful Thing | Ganó      |